# 沃伦法院

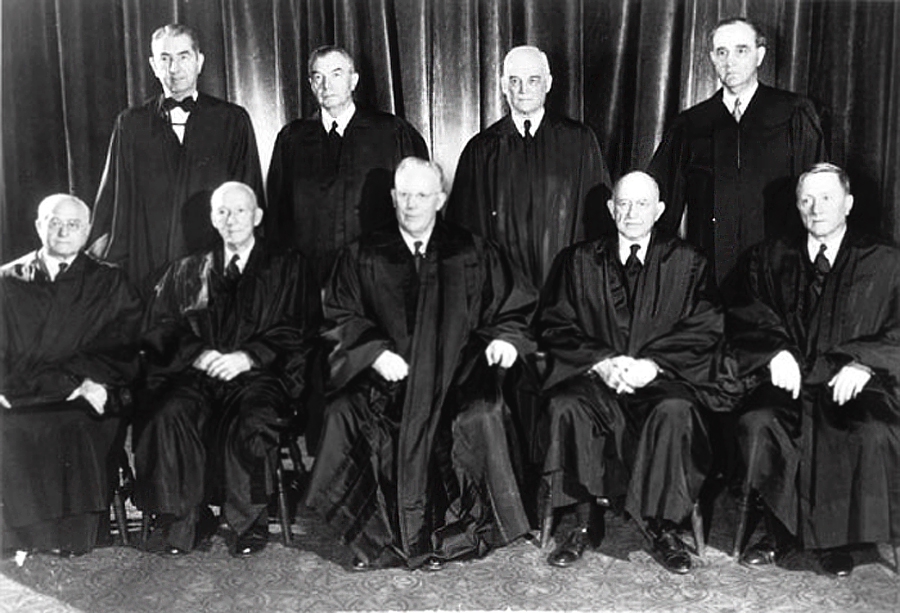
沃伦法院（1953年-1969年）

沃伦法院（英文：Warren Court）是对第14任美国首席大法官厄尔·沃伦（Earl Warren）主政时期的美国最高法院的通称。厄尔·沃伦于1953年10月5日正式继任弗雷德·文森成为美国首席大法官，直至1969年6月23日退休、由沃伦·厄尔·伯格（Warren E. Burger）接任成为首席大法官。
厄尔·沃伦领导的美国最高法院自由派多数将司法权力运用到了极致，常常令保守派的反对者瞠目结舌。沃伦法院大大扩增了公民权利、公民自由、司法权力以及美国联邦政府的权力。 该法院被广泛认为造就了美国历史上一场划时代的自由主义宪政革命（Constitutional Revolution），成为了当时美国自由主义、进步主义的堡垒，彰显出对自由、民主、平等、人权的深刻信仰。
沃伦法院将美国带入了“一人一票”的普选时代，并制定了后来著名的米兰达警告。此外，该法院还终结了美国的种族隔离制度，推广了美国权利法案（包括美国宪法第十四修正案），终止了公立学校内强制背诵官方祷词的祈祷活动，等等。沃伦法院是历史上美国司法权力所到达的顶峰，从那以后司法权力逐渐衰弱，但依旧对美国社会保持长久影响。 

## 法院成员

### 成员介绍

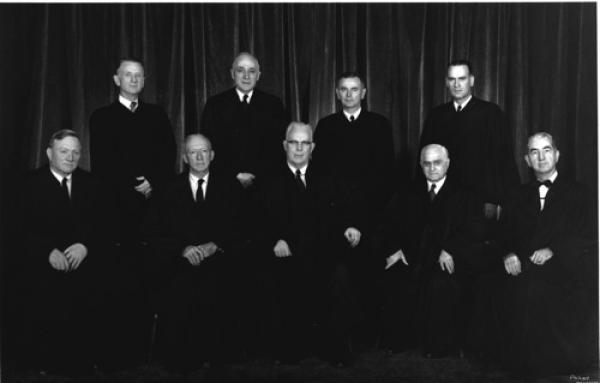
1958年10月13日-1962年3月26日间的沃伦法院成员

沃伦法院从第34任美国总统德怀特·艾森豪威尔任命厄尔·沃伦作为第14任美国首席大法官开始算起，当时沃伦是美国加利福尼亚州州长。1953年10月5日，沃伦正式接替之前由于心脏病突发逝世的弗雷德·文森成为首席大法官。除了沃伦外，沃伦法院的最初成员还包括：休戈·布莱克、斯坦利·福曼·里德、费利克斯·弗兰克福特、威廉·道格拉斯、罗伯特·H·杰克逊、哈罗德·希茨·伯顿、汤姆·C·克拉克、谢尔曼·明顿。
1954年，杰克逊去世；1956年，明顿退休。他们分别由约翰·马歇尔·哈伦二世、小威廉·布伦南接替。1957年，里德退休，由查尔斯·埃文斯·惠特克接替。1958年，伯顿退休，由艾森豪威尔总统任命的波特·斯图尔特接任。
1962年，弗兰克福特、惠特克退休，约翰·肯尼迪总统任命了拜伦·怀特和阿瑟·戈德伯格接任。但是，不久，新任总统林登·约翰逊就鼓动戈德伯格辞职去担任美国驻联合国大使，同时提名亚伯拉罕·亚伯·方特斯接任。1967年，克拉克退休，林登·约翰逊任命瑟古德·马歇尔接任。1969年6月23日，厄尔·沃伦正式退休、沃伦法院正式结束，由沃伦·厄尔·伯格接任首席大法官，美国最高法院进入伯格法院时代。
在沃伦法院时期，除了厄尔·沃伦本人外，最著名的大法官包括：小威廉·布伦南、威廉·道格拉斯、休戈·布莱克、费利克斯·弗兰克福特、约翰·马歇尔·哈伦二世。

## 沃伦的领导力
作为首席大法官，厄尔·沃伦的领导力首要受到其政治背景的影响：他做过10年的加州州长（1943-1953年），而在1948年美国总统选举中，他是共和黨的美国副总统候选人（与总统候选人托马斯·杜威搭档）。沃伦对法律的“纠正力量（remedial power）”有着很强的信仰。根据历史学家伯纳德·施瓦茨（Bernard Schwartz）的说法，沃伦是从“实用”的角度看待法律，认为法律是达到平等和公平的重要工具。
沃伦领导的另一个重要特征就是他对于普世道德准则的重视，而不是局限于对法律的狭隘解释。知名法学家马克·图施奈形容沃伦在重大案件中经常不按“常规的推理形式（conventional reasoning patterns）”进行判案，例如在布朗訴托皮卡教育局案（1954年）、雷诺兹诉西姆斯案（1964年）、米兰达诉亚利桑那州案（1966年）中，他都推翻了先前最高法院所作出的判例。图施奈教授认为沃伦的判案原则是“哲学的、政治的、直觉的，而不是传统技术层面上的合法性（philosophical, political, and intuitive, not legal in the conventional technical sense）”。
沃伦对最高法院的领导力还体现在他对于大法官之间的共识性的极度重视。比如，在布朗訴托皮卡教育局案、吉迪恩诉温赖特案、库珀诉亚伦案中，九位大法官对最终的裁决都是一致同意通过的（9-0）。而在一些其它案件中，最终投票经常出现8-1的情况、仅有一人不同意。